# دانشکده پلیس ۶
«دانشکده پلیس ۶: شهر تحت محاصره» (انگلیسی: Police Academy 6: City Under Siege) یک فیلم کمدی به کارگردانی «پیتر بنرز» است که در سال ۱۹۸۹ منتشر شد.

## بازیگران

### پرسنل پلیس
- مت مک‌کوی
- مایکل وینسلو
- دیوید گراف
- بابا اسمیت
- ماریون رمزی
- لزلی ایستربروک
- جرج گینز
- جرج ویلیام بیلی
- لنس کینسی
- جورج آر. رابرتسون
- بروس مالر

### مخالفان
- کنت مارس

### سایرین
- گریت گراهام
- آلیسون مک
- بیلی برد
- دین نوریس
- آرتور بتنایدز
- برایان سیمن
- داروین سوآلو
- سیپی ویدون